# Danh sách đĩa nhạc của Jessie J
Danh sách đĩa nhạc của Jessie J, ca sĩ/nhạc sĩ người Anh, bao gồm 1 album phòng thu, 7 đĩa đơn, 1 đĩa đơn quảng bá và 7 video âm nhạc.

## Album

### Album phòng thu
| Tên         | Chi tiết                                                                                   | Vị trí xếp hạng cao nhất | Vị trí xếp hạng cao nhất | Vị trí xếp hạng cao nhất | Vị trí xếp hạng cao nhất | Vị trí xếp hạng cao nhất | Vị trí xếp hạng cao nhất | Vị trí xếp hạng cao nhất | Vị trí xếp hạng cao nhất | Vị trí xếp hạng cao nhất | Vị trí xếp hạng cao nhất | Chứng nhận                                                                       | Doanh số          |
| Tên         | Chi tiết                                                                                   | Anh                      | Úc                       | Canada                   | Đan Mạch                 | Pháp                     | Đức                      | Ireland                  | Hà Lan                   | New Zealand              | Mỹ                       | Chứng nhận                                                                       | Doanh số          |
| ----------- | ------------------------------------------------------------------------------------------ | ------------------------ | ------------------------ | ------------------------ | ------------------------ | ------------------------ | ------------------------ | ------------------------ | ------------------------ | ------------------------ | ------------------------ | -------------------------------------------------------------------------------- | ----------------- |
| Who You Are | - Phát hành: 25 tháng 2 năm 2011 - Hãng đĩa: Island, Lava - Định dạng: CD, Tải kĩ thuật số | 2                        | 4                        | 6                        | 5                        | 15                       | 18                       | 4                        | 41                       | 4                        | 11                       | - Anh: 3× Bạch kim - Úc: Bạch kim - Ireland: 2× Bạch kim - New Zealand: Bạch kim | - Anh: 1,000,000+ |

## Đĩa đơn

### Đĩa đơn
| Đĩa đơn                                                                         | Năm  | Vị trí xếp hạng cao nhất | Vị trí xếp hạng cao nhất | Vị trí xếp hạng cao nhất | Vị trí xếp hạng cao nhất | Vị trí xếp hạng cao nhất | Vị trí xếp hạng cao nhất | Vị trí xếp hạng cao nhất | Vị trí xếp hạng cao nhất | Vị trí xếp hạng cao nhất | Vị trí xếp hạng cao nhất | Chứng nhận                                                                                               | Thuộc album |
| Đĩa đơn                                                                         | Năm  | Anh                      | Úc                       | Canada                   | Đan Mạch                 | Pháp                     | Đức                      | Ireland                  | Hà Lan                   | New Zealand              | Mỹ                       | Chứng nhận                                                                                               | Thuộc album |
| ------------------------------------------------------------------------------- | ---- | ------------------------ | ------------------------ | ------------------------ | ------------------------ | ------------------------ | ------------------------ | ------------------------ | ------------------------ | ------------------------ | ------------------------ | --- | ----------- |
| "Do It Like a Dude"                                                             | 2010 | 2                        | 66                       | —                        | 16                       | 71                       | 41                       | 11                       | 95                       | 8                        | —                        | - Anh: Vàng - New Zealand: Vàng                                                                          | Who You Are |
| "Price Tag" (hợp tác với B.o.B)                                                 | 2011 | 1                        | 2                        | 4                        | 14                       | 1                        | 3                        | 1                        | 2                        | 1                        | 23                       | - Anh: Bạch kim - Úc: 5× Bạch kim - Đan Mạch: Vàng - Đức: Vàng - New Zealand: 2× Bạch kim - Mỹ: Bạch kim | Who You Are |
| "Nobody's Perfect"                                                              | 2011 | 9                        | 9                        | —                        | 27                       | —                        | 48                       | 14                       | 34                       | 10                       | —                        | - Anh: Bạc - Úc: 2× Bạch kim - New Zealand: Bạch kim                                                     | Who You Are |
| "Who's Laughing Now"                                                            | 2011 | 16                       | —                        | —                        | —                        | —                        | —                        | 28                       | —                        | —                        | —                        | | Who You Are |
| "Domino"                                                                        | 2011 | 1                        | 5                        | 7                        | 22                       | 11                       | 22                       | 1                        | 14                       | 3                        | 6                        | - Anh: Bạc - Úc: 3× Bạch kim - Đan Mạch: Vàng - New Zealand: Bạch kim - Mỹ: Bạch kim                     | Who You Are |
| "Who You Are"                                                                   | 2011 | 8                        | 86                       | 85                       | —                        | —                        | —                        | 23                       | —                        | —                        | —                        | - Anh: Bạc                                                                                               | Who You Are |
| "LaserLight" (hợp tác với David Guetta)                                         | 2012 | 5                        | 48                       | —                        | —                        | —                        | —                        | 9                        | —                        | 19                       | —                        | | Who You Are |
| "—" Đĩa đơn không có mặt trên bảng xếp hạng hoặc không phát hành ở quốc gia đó. |      |                          |                          |                          |                          |                          |                          |                          |                          |                          |                          | |             |

### Đĩa đơn hợp tác
| Đĩa đơn                                    | Năm  | Vị trí xếp hạng cao nhất | Vị trí xếp hạng cao nhất | Vị trí xếp hạng cao nhất | Thuộc album   |
| Đĩa đơn                                    | Năm  | Anh                      | Đức                      | Hà Lan                   | Thuộc album   |
| ------------------------------------------ | ---- | ------------------------ | ------------------------ | ------------------------ | ------------- |
| "Up" (James Morrison hợp tác với Jessie J) | 2011 | 30                       | 19                       | 70                       | The Awakening |

### Đĩa đơn quảng bá
| Đĩa đơn            | Năm  | Thuộc album |
| ------------------ | ---- | ----------- |
| "Casualty of Love" | 2011 | Who You Are |

## Các bài hát khác
| Bài hát                                         | Năm  | Anh | Thuộc album                 |
| ----------------------------------------------- | ---- | --- | --------------------------- |
| "Mamma Knows Best"                              | 2011 | 59  | Who You Are                 |
| "Abracadabra"                                   | 2011 | 106 | Who You Are                 |
| "Rainbow"                                       | 2011 | 158 | Who You Are                 |
| "Stand Up"                                      | 2011 | 186 | Who You Are                 |
| "My Shadow"                                     | 2011 | 188 | Who You Are                 |
| "Repeat" (David Guetta hợp tác với Jessie J)    | 2011 | 108 | Nothing but the Beat        |
| "We Will Rock You" (Queen hợp tác với Jessie J) | 2012 | 107 | A Symphony of British Music |

## Các xuất hiện khác
| Bài hát       | Năm  | Thuộc album      |
| ------------- | ---- | ---------------- |
| "Sexy Silk"   | 2010 | Easy A           |
| "Who You Are" | 2010 | Step Up 3D       |
| "Who You Are" | 2011 | Demons Never Die |
| "Domino"      | 2012 | StreetDance 2    |

## Video ca nhạc
| Bài hát              | Năm  | Ca sĩ                                 | Đạo diễn     |
| -------------------- | ---- | ------------------------------------- | ------------ |
| "Do It Like a Dude"  | 2010 | Jessie J                              | Emil Nava    |
| "Price Tag"          | 2011 | Jessie J (hợp tác với B.o.B)          | Emil Nava    |
| "Nobody's Perfect"   | 2011 | Jessie J                              | Emil Nava    |
| "Who's Laughing Now" | 2011 | Jessie J                              | Emil Nava    |
| "Domino"             | 2011 | Jessie J                              | Emil Nava    |
| "Who You Are"        | 2011 | Jessie J                              | Emil Nava    |
| "Up"                 | 2011 | James Morrison (hợp tác với Jessie J) | Leanne Stott |
| "Domino"             | 2011 | Jessie J                              | Ray Kay      |
| "LaserLight"         | 2012 | Jessie J (hợp tác với David Guetta)   | Emil Nava    |

## Tham gia sáng tác
Những ca khúc được đồng sáng tác bởi Jessica Cornish và được biểu diễn bởi các nghệ sĩ khác.
| Năm  | Bài hát               | Ca sĩ        | Thuộc album           |
| ---- | --------------------- | ------------ | --------------------- |
| 2009 | "Party in the U.S.A." | Miley Cyrus  | The Time of Our Lives |
| 2009 | "Owe It All to You"   | Lisa Lois    | Smoke                 |
| 2009 | "Move"                | Lisa Lois    | Smoke                 |
| 2009 | "I Need This"         | Chris Brown  | Graffiti              |
| 2011 | "V.I.P."              | Koda Kumi    | JAPONESQUE            |
| 2011 | "Repeat"              | David Guetta | Nothing but the Beat  |